# Alvania areolata
Alvania areolata är en snäckart som beskrevs av William Stimpson 1851. Alvania areolata ingår i släktet Alvania och familjen Rissoidae. Inga underarter finns listade i Catalogue of Life.